# Шевирьов Петро Якович
Петро Якович Шевирьов (23 червня (5 липня) 1863, Харків, Харківська губернія, Російська імперія — 8 травня (20 травня) 1887, Шліссельбург, Санкт-Петербурзька губернія, Російська імперія) — російський революціонер-народоволець. Один з організаторів «Терористичної фракції» партії «Народна воля», що готувала замах на імператора Росії Олександра III.

## Життєпис
Народився 5 липня 1863 року в харківській купецькій родині. Мав брата Івана — відомого російського ентомолога. Батько, Яків Іванович Шевирьов, походив з російського міста Калуга. Мати — Варвара Іванівна Шевирьова. Закінчив третю Харківську гімназію. У 1883 почав навчатися в Харківському університеті, пізніше перейшов до Санкт-Петербурзького університету.
Взимку 1885—1886 років організував у Санкт-Петербурзі нелегальний студентський гурток «Союз земляцтв».
Наприкінці 1886 року разом із революціонером Олександром Ульяновим Шевирьов організував у Санкт-Петербурзі «Терористичну фракцію» партії «Народна воля». Разом вони та інші діячі організації готували замах на російського імператора Олександра III. Замах мав відбутися 1 березня 1887 року — рівно через 6 років після вдалого замаху на Олександра II. Метою організації було повалення царату та самодержавства. Петро Шевирьов відігравав провідну роль у «Терористичній фракції». Революціонер Євген Яковенко свідчив:
|  | Шевирьов був ініціатором, натхненником і збирачем кружка. Ульянов — його залізною скріпою і цементом. Без Шевирьова не було б організації, без Ульянова не було би події Другого 1 березня, організація розпалася б, справа не була б добігла б кінця. |

У лютому 1887 року Петро Шевирьов, який хворів на туберкульоз, під наполяганнями лікарів вирушив у Ялту. Тим часом у Санкт-Петербурзі царська міліція розкрила наміри організувати 1 березня замах на імператора. У зв'язку з цим 7 березня у Криму Шевирьова було заарештовано і доправлено у Санкт-Петербург. Під час одного з допитів Шевирьов заявив:
|  | Коли мені доведеться постати перед судом, я не має наміру викладати своїх поглядів… Ми тільки продовжуємо справу наших попередників. Ними вже досить було зазначено, чим викликаний терор і чого домагаються революціонери. Немає потреби при кожній сутичці, при всякому бої з урядом викладати своє сгеdо. Це особливе зайве, бо суд негласний: і судять потайки, і вішають потайки… Як б не були явними докази, найпрактичніше заперечувати свою участь у справі. Цим, з одного боку, уникаєш небезпеки сказати що-небудь зайве, що може зашкодити кому-небудь з товаришів, а з іншого боку – чим значнішими ми будемо здаватися нашим ворогам, тим легше буде боротьба з ними… |

Судовий процес проти затриманих організаторів замаху на Олександра III увійшов в історію як процес «Другого 1 березня». 19 квітня Петра Шевирьова та чотирьох інших революціонерів-народовольців було засуджено до страти. 20 травня 1887 року в Шліссельбурзькій фортеці Шевирьова було страчено повішенням.